# Bernhard Borst

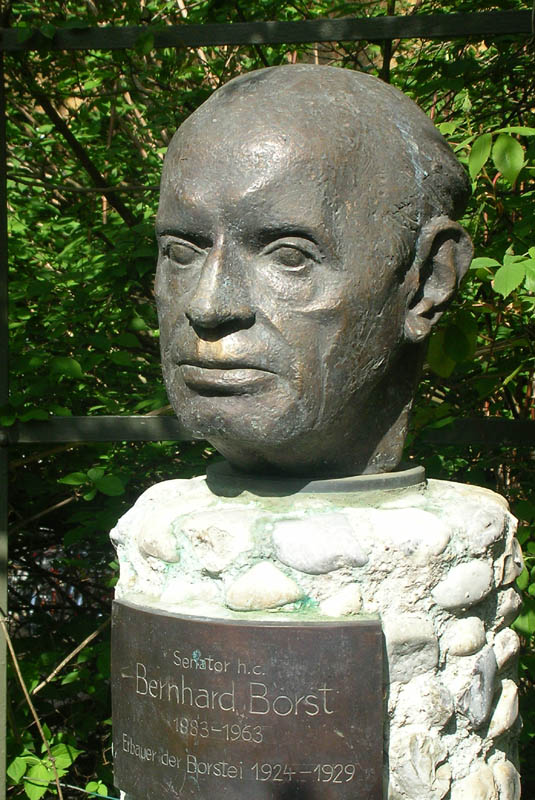
Bernhard Borst (Bronze-Büste des Bildhauers Martin Mayer)

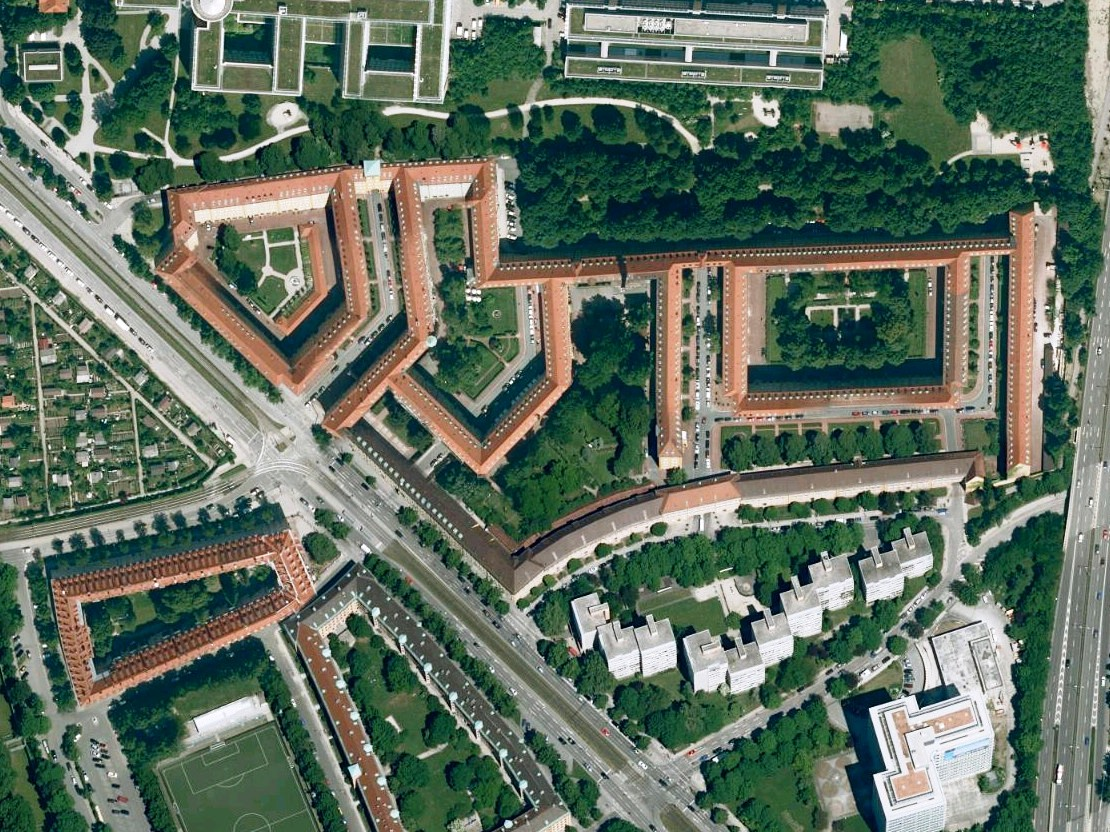
Borstei, Gesamtanlage

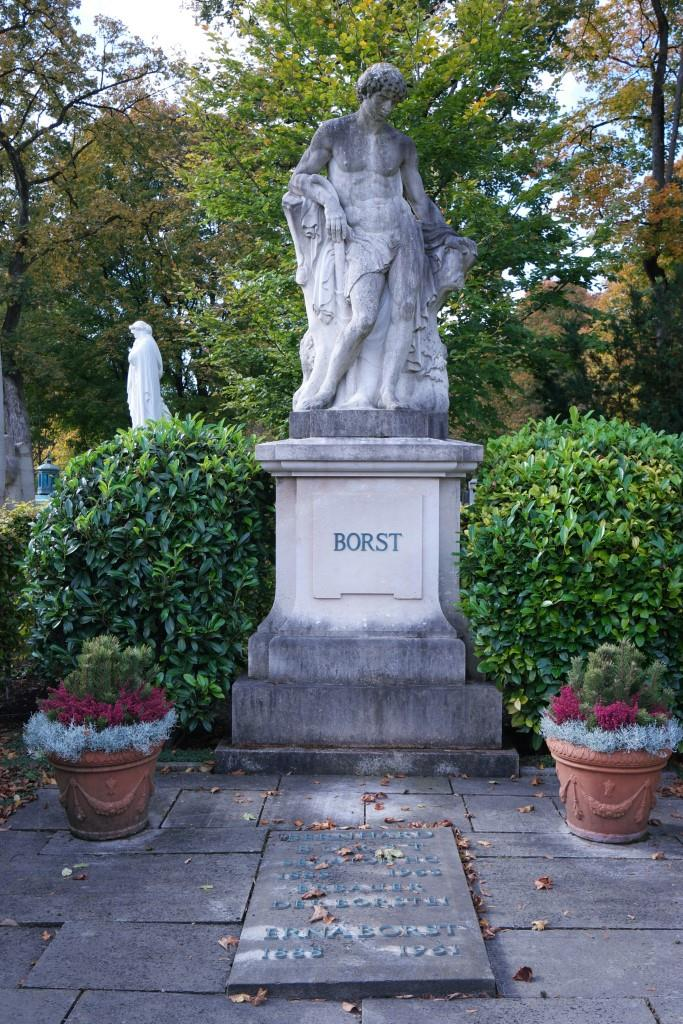
Grab von Bernhard Borst auf dem Westfriedhof in München

Bernhard Borst (* 18. Februar 1883 in Offenburg, Baden; † 23. Januar 1963 in München) war ein deutscher Architekt, Bauunternehmer und Senator ehrenhalber.

## Leben und Werk
Seit 1888 in München ansässig, kam Borst mit 13 Jahren in die Lehre als Maurer (1896–1898) und besuchte anschließend (1899–1903) die Baugewerkschule München. Nach Ableistung des Wehrdienstes 1903–1905 wurde er Mitarbeiter verschiedener Architekten und erwarb sich Anerkennung durch seine Planungsarbeiten. Er machte sich 1908 als Architekt und Bauunternehmer selbständig. Sein Bauunternehmen war wesentlich an August Exters Siedlungsbau in Pasing beteiligt. In der „Pasinger Kolonie“ errichtete er für sich ein eigenes von einem parkähnlichen Garten umgebenes Haus. Er plante und baute zahlreiche Einfamilienhäuser in und um München. Es gibt kaum Veröffentlichungen und keine Bücher von Bernhard Borst.
1913 wurde er auf der Internationalen Baufachausstellung in Leipzig ausgezeichnet. 1925 gründete Borst die Fachzeitschrift Baukunst und fungierte bis zur Einstellung der Zeitschrift 1931 als ihr Herausgeber.

### Borstei
Seine Vorstellungen von einer besseren Wohn- und Baukultur äußerte er in Briefen und realisierte sie im Bau der Wohnanlage Borstei, die zu seiner Lebensaufgabe wurde. Für sein Bauunternehmen erwarb er 1923 ein großes Grundstück an der Dachauer Straße. Im Rahmen des Bauprogramms der Stadt München begann er im Sommer 1924 mit dem Bau erster Wohnblocks. Als 1927 die Stadt den Bau von 26 Häusern bewilligte, entschied er, mit einem durch großzügige Gartenflächen aufgelockerten Grundriss das gesamte Gelände mit Wohnungen zu bebauen. Durch Gewölbe und Durchfahrten wurden die Höfe und Wohnhäuser verbunden. So entstand die Borstei mit Zentralheizwerk und allen sinnvollen Einrichtungen als Siedlung für das gehobene Bürgertum. Mit Gartenkonzerten und anderen Veranstaltungen für Erwachsene wie Kinder gestaltete er das gesellschaftliche Leben in der Borstei mit. Interessiert an Kunst und Natur, stattete Borst die Freianlagen nach und nach mit unterschiedlichsten Brunnen, Skulpturen, Reliefs und Fresken aus.

Mit dem Bau der Borstei verwirklichte der Unternehmer Borst eines seiner Ideale:

„So suchte ich die Wohnfrage zu lösen: Das Schöne des Einfamilienhauses mit dem Praktischen einer Etagenwohnung zu verbinden. Dabei wollte ich alles auf die Entlastung der Hausfrau und auf die Gesundheit der Menschen abstimmen.“

 Und 13 Jahre nach dem Bau der Borstei schrieb er in einem Brief:

„Mein Ideal wäre, eine Stadt für 10 - 12 000 Familien bauen. Die Häuser durchschnittlich Erdgeschoss und Zweistock, mit großen, sehr großen Gärten. Bäume, höher als der höchste Giebel und Blumengärten,...Spalierbäume an der Südseite, die Spaliere bis zur Hängeplatte [Dachvorsprung], voll von schönen Birnen, Aprikosen und Pfirsichen. Oberbayerische Blumengärten sollen in allen Farben erblühen.“

Ab 1947 wohnte er mit seiner Frau Erna in der Borstei, Hildebrandstraße 9. Er war Förderer, Auftraggeber und Freund vieler Künstler. Nach dem Zweiten Weltkrieg hat er vielen mit Aufträgen aus ihrer wirtschaftlichen Not geholfen. Seine Grabstätte befindet sich auf dem Münchener Westfriedhof (Grab Nr. 2-2-2).

## Bauwerke (Auswahl)

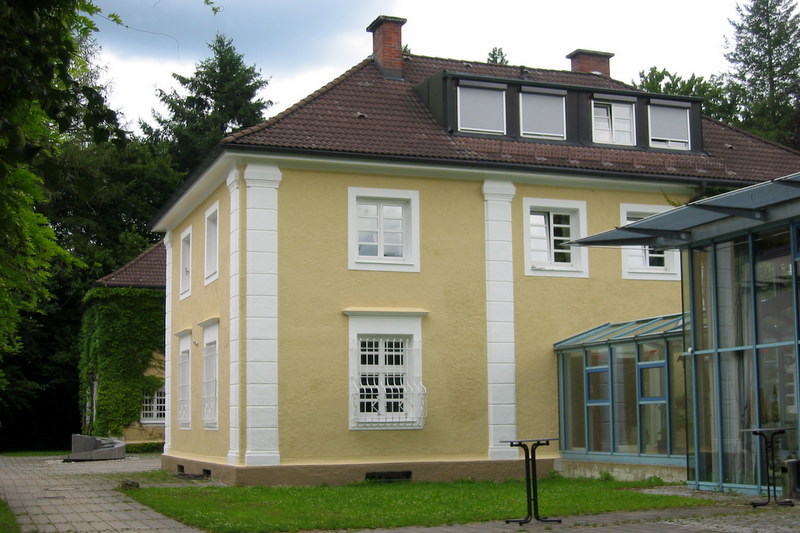
Villa Hugo Junkers in Gauting

- 1901: Villa Rembrandtstraße 7 in München
- ab 1910: Einige Villen in der Villenkolonie Pasing I und II (z. B. Pippinger Straße 35)
- 1911: Villa Rembrandtstraße 13 in München
- Einige Reihen- und Doppelhäuser in München-Laim
- 1923: Villa Junkers in Gauting
- 1924–1929: Wohnsiedlung Borstei in München (zusammen mit Oswald Bieber)

## Auszeichnungen
- 1933: Senator h. c., Technische Hochschule Karlsruhe
- 1953: Bundesverdienstkreuz
- 1953: Goldene Ehrenmünze der Landeshauptstadt München
- 1959: Bayerischer Verdienstorden